# Лагунов, Феофан Николаевич
Феофан Николаевич Лагунов (1896—1965) — советский военачальник, генерал-лейтенант интендантской службы (13.05.1942). Организатор и руководитель легендарной «Ледовой дороги жизни».

## Биография
Родился в 1896 году в городе Невель, ныне Невельского района Псковской области, Россия.
10 августа 1915 года получил свидетельство педагогического совета Гельсингфорской Александровской гимназии, подтвердившей его грамотность. До призыва он успел поработать на телеграфе, поэтому был зачислен рядовым в Свеаборгскую крепостную телеграфную роту в 1915 году, в начале 1916 года попал в класс ускоренного обучения телеграфно-телефонному делу, через месяц обучение закончилось. 20 февраля 1918 года отправлен в распоряжение народного комиссара почт и телеграфа и из списков роты исключен.
В Красной гвардии с декабря 1917 года, в РККА с февраля 1918 года, участник Гражданской войны, затем — слушатель 1-х Рязанских пехотных курсов красных командиров.
Член РКП(б) с 1919 года.
После войны продолжил службу в РККА на различных командных должностях.
С 1934 года начальник связи, а с 1938 года начальник снабжения Ленинградского военного округа.
27 июля 1939 года присвоено воинское звание комбриг.
Участник Советско-финляндской войны, за боевые отличия в которой награждён орденом Красной Звезды.
4 июня 1940 года Постановлением СНК СССР № 945 Лагунову присвоено воинское звание генерал-майор интендантской службы, и он попадает в число первых генералов РККА.
Перед войной занимал должность заместителя начальника штаба Ленинградского военного округа по тылу
Во время Великой Отечественной войны интендант Северного фронта, затем начальник тыла Ленинградского фронта
13 ноября 1941 года генерал Лагунов подписал приказ «Об организации постройки ледяной дороги по водной трассе мыс Осиновец — маяк Кареджи». Дорогу предполагалась устроить шириной 10 метров для двухстороннего движения автотранспорта, через каждые 5 км должны были сооружаться питательно-обогревательные пункты. Так началась история «Дороги жизни».
За время действия ледовой дороги с ноября 1941 года по апрель 1942 года из блокированного города было эвакуировано более 550 тыс. человек и доставлено в Ленинград 361 тыс. т грузов, из них 262 тыс. т составило продовольствие. В частности: 142 тыс. т муки и зерна, 36 тыс. т круп и концентратов, 35 тыс. т мясопродуктов, 14 тыс. т жиров, 5 тыс. т овощей, 1,5 тыс. т сухофруктов, 833 т клюквы, 752 т варенья и повидла, 126 т орехов, 102 т витаминного сока, 86 т витамина Ц. Также 8 тыс. т фуража, 1120 т мыла, 245 т сухого спирта, 187 т свечей, 35 тыс. т горюче-смазочных материалов (10,7 тыс. т автобензина, 7,7 тыс. т авиабензина, 5 тыс. т мазута, 5,2 тыс. т керосина и др.), 23 тыс. т угля и 32 тыс. т боеприпасов.
Указом Президиума Верховного Совета СССР от 8 мая 1942 года «За образцовое выполнение заданий Правительства по снабжению города Ленинграда и Ленинградского фронта» — генерал-майор Лагунов награждён орденом Ленина.
13 мая 1942 года Лагунову присвоено звание генерал-лейтенант интендантской службы.
31 октября 1942 года Л. А. Говоров, А. А. Жданов, А. А. Кузнецов, Т. Ф. Штыков и Н. В. Соловьев подписали постановление Военного совета Ленинградского фронта «О строительстве Военно-автомобильной дороги через Ладожское озеро на 1942—1943 гг.». Направление трассы с односторонним движением автотранспорта и грузооборотом в 4,5 тыс. т в сутки было определено от Вагановского спуска на Кобону. Строительство дороги возлагалось на начальника тыла Ленфронта Ф. Н. Лагунова, а непосредственным руководителем строительства был назначен начальник Автодорожного управления фронта В. Г. Монахов. К строительству дороги было приказано приступить с момента образования на Ладожском озере льда толщиной 15 см и закончить его в течение 10 рабочих дней. Для строительства дороги привлекались три дорожно-эксплуатационных и два дорожностроительных батальона. Дорога по льду Ладожского озера работала с декабря 1942 г. по март 1943 г., и, несмотря на прорыв блокады 18 января 1943 г., продолжала играть важную роль в снабжении Ленинграда.
Об умении организовать работу в блокированном Ленинграде и какими неожиданными вопросами в дни Блокады, приходилось заниматься Начальнику тыла  генералу Ф. Н. Лагунову; как приходилось оперативно приспосабливать и переделывать спортивное и охотничье оружие на боевое — в 1985 году,  вспоминал С. С. Лукьянов,   на страницах книги  Виктора Демидова «Снаряды для фронта».
Указом Президиума Верховного Совета СССР от 28 января 1943 года «За умелое и мужественное руководство в прорыве блокады Ленинграда» был награждён орденом Красного Знамени.
В апреле 1944 года был назначен начальником тыла — заместителем командующего войсками по тылу 3-го Прибалтийского, затем 2-го Белорусского фронтов.
Указом Президиума Верховного Совета СССР от 5 августа 1944 года «За умелое и мужественное руководство в Псковско-Островской операции» был награждён орденом Кутузова II степени.
Указом Президиума Верховного Совета СССР от 10 апреля 1945 года «За умелое и мужественное руководство в прорыве сильной, глубоко эшелонированной обороны противника на западном берегу реки Нарев, севернее Варшавы» был награждён орденом Кутузова I степени.
Указом Президиума Верховного Совета СССР от 10 апреля 1945 года «За умелое и мужественное руководство боевыми операциями на заключительном этапе войны» был награждён орденом Суворова I степени.
После войны генерал-лейтенант Лагунов начальник тыла — заместитель командующего войсками Северной группы войск, начальник тыла Главного командования войск Дальнего Востока, в 1951—1954 годах начальник тыла военного округа.
Умер в 1965 году, похоронен на Богословском кладбище в Ленинграде.

## Награды

### СССР
- два ордена Ленина (08.05.1942, 22.02.1945[16])
- три ордена Красного Знамени (28.01.1943, 03.11.1944[16], 1948[16])
- орден Суворова I степени (29.05.1945)
- орден Кутузова I степени (10.04.1945)
- орден Кутузова II степени (05.08.1944)
- Орден Красной Звезды (1940)
- Медали, в том числе:
  - «XX лет Рабоче-Крестьянской Красной Армии» (1938)
  - «За оборону Ленинграда» (1944)
  - «За Победу над Германией в Великой Отечественной войне 1941—1945 гг.» (1945)
  - «За взятие Кёнигсберга» (1945)
  - «За освобождение Варшавы» (1945)

Приказы (благодарности) Верховного Главнокомандующего в которых отмечен Лагунов Ф. Н.
- За слом сопротивление противника западнее города Хойнице (Конитц) и овладение городами Шлохау, Штегерс, Хаммерштайн, Бальденберг, Бублид — важными узлами коммуникаций и сильными опорными пунктами обороны немцев. 27 февраля 1945 года. № 285
- За овладение городами Нойштеттин и Прехлау — важными узлами коммуникаций и сильными опорными пунктами обороны немцев в Померании. 28 февраля 1945 года. № 286
- За овладение городами Гнев (Меве) и Старогард (Прейсиш Старгард) — важными опорными пунктами обороны немцев на подступах к Данцигу. 7 марта 1945 года. № 294
- За овладение важными узлами железных и шоссейных дорог — городами Лауенбург и Картузы (Картхауз). 10 марта 1945 года. № 298

Других государств
- Кавалер рыцарского ордена «Виртути Милитари» (ПНР) (1945)
- Орден «Крест Грюнвальда» II степени ПНР (1945)
- Медаль «За Варшаву 1939—1945» (ПНР (1945)
- Медаль «За Одер, Нейсе, Балтику» (ПНР (1945)
- Медаль «Победы и Свободы» (ПНР (1945)
- Медаль «Китайско-советская дружба» (КНР